# Asijská infrastrukturní investiční banka

Přehled členů: Tmavou barvou plnohodnotné členství, zeleně vyznačení regionální příslušnosti

Asijská infrastrukturní investiční banka (čínsky v českém přepisu Ja-čou ťi-čchu še-š’ tchou-c’ jin-chang, pchin-jinem Yàzhōu jīchǔ shèshī tóuzī yínháng, znaky zjednodušené 亚洲基础设施投资银行, tradiční 亞洲基礎設施投資銀行) je mezinárodní finanční instituce sídlící v Pekingu v Čínské lidové republice, z jejíhož popudu z roku 2013 byla v roce 2014 založena. Je zamýšlena jako rozvojová banka pro asijsko-pacifický region a je v tomto směru konkurencí Světové banky, Mezinárodního měnového fondu a Asijské rozvojové banky.
K roku 2018 má Asijská infrastrukturní investiční banka 64 plnohodnotných členů.